# St. Lamberti (Eckwarden)

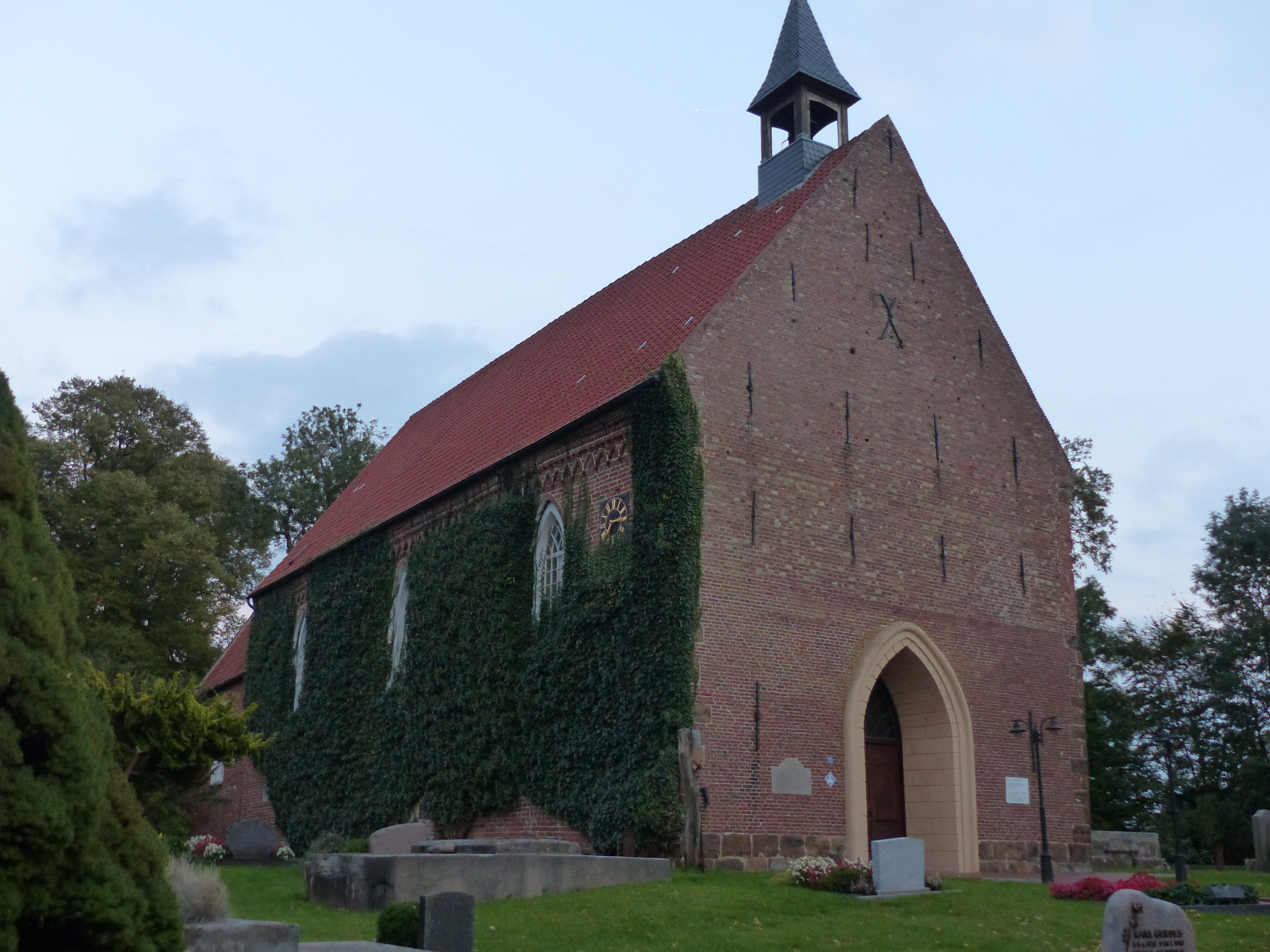
St. Lamberti

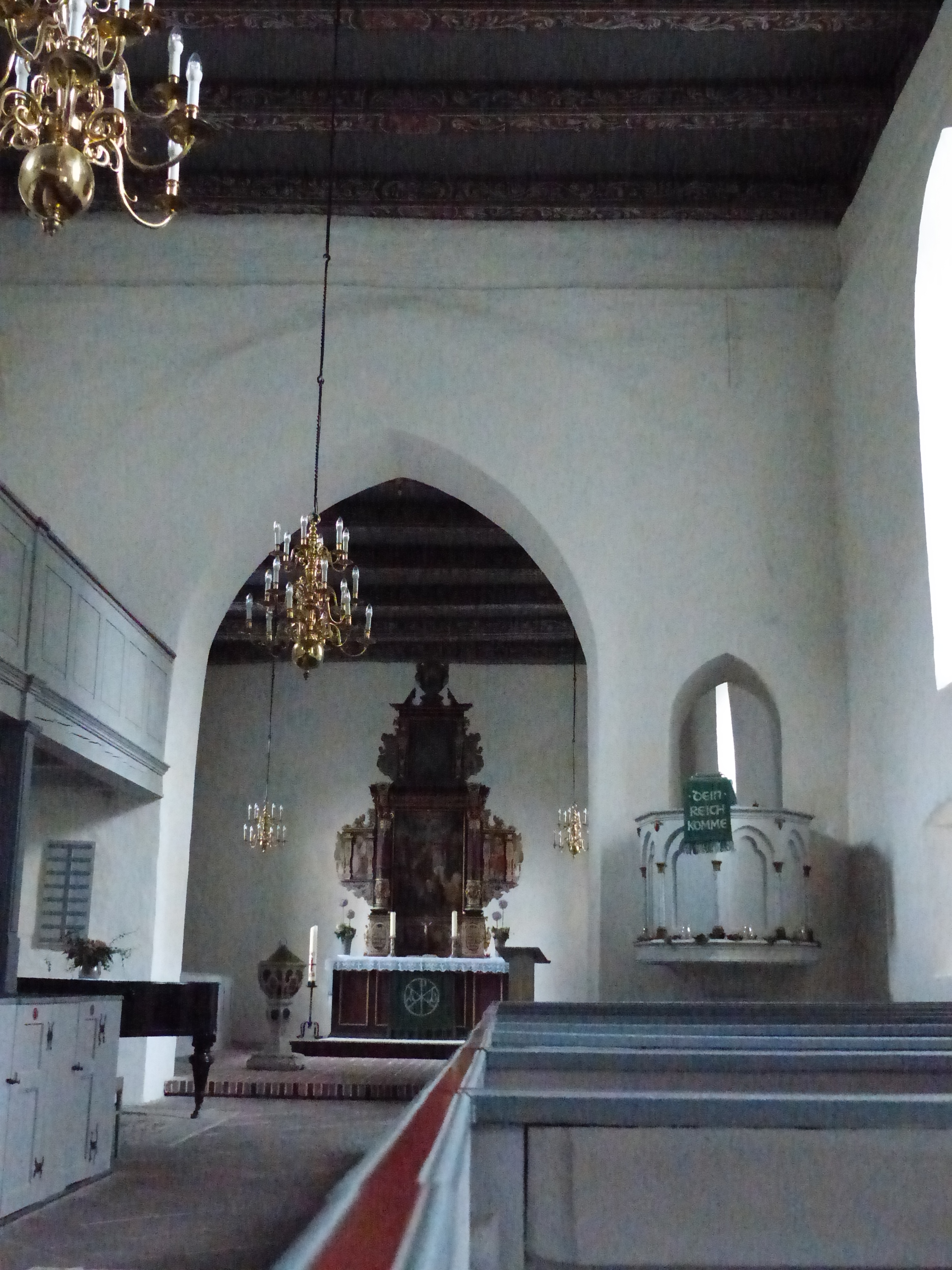
Innenansicht

Die evangelisch-lutherische, denkmalgeschützte Kirche St. Lamberti steht in Eckwarden, einem Ortsteil der Gemeinde Butjadingen im Landkreis Wesermarsch in Niedersachsen. Die Kirchengemeinde gehört zum Kirchenkreis Wesermarsch der Evangelisch-Lutherischen Kirche in Oldenburg.

## Beschreibung
Die Saalkirche aus Backsteinen, ursprünglich eine Wehrkirche, stammt zum großen Teil aus dem 13. Jahrhundert. Sie wurde im Laufe der Jahrhunderte mehrfach verändert und vergrößert. Sie hat einen eingezogenen rechteckigen Chor. Der um 1300 errichtete Glockenturm aus zwei parallelen Mauern, der noch älter als das Kirchenschiff ist, steht separat an der Eckwarder Straße. Die halbrunde Apsis wurde 1876 abgebrochen. Das Kirchenschiff ist mit einem Satteldach bedeckt, aus dem sich im Westen ein offener quadratischer Dachreiter erhebt. Der Innenraum war ursprünglich mit drei Jochen gewölbt. Das Gewölbe wurde zunächst durch eine Voutendecke ersetzt. Diese wurde bei der letzten Renovierung von einer Holzbalkendecke abgelöst.
Zur Kirchenausstattung gehören ein farbig gefasstes Taufbecken aus Sandstein mit Beschlagwerkdekor (zwischen 1616 und 1623), ein Altar (geschnitzter Architekturaufbau mit gemalten Tafelbildern, 1626) und das Epitaph für Sassen (1631), die Ludwig Münstermann. Die erste Orgel mit 17 Registern, verteilt auf zwei Manuale und einem angehängten Pedal, wurde 1660 von Berendt Hus gebaut und 1705 von Arp Schnittger umgebaut. 1856 wurde sie durch eine neue Orgel mit 16 Registern, verteilt auf zwei Manuale und Pedal, von Johann Claussen Schmid ersetzt. Sie wurde 1936 von Alfred Führer restauriert und die Disposition wurde von ihm 1960 und 1980 geändert.